# جنة هلي (مسلسل)
جنة هلي، مسلسل كويتي أُنتج عام 2020 من تأليف نوف المضف، وإخراج منير الزعبي.

## قصة المسلسل
تدور أحداث المسلسل حول رجلٍ مثقفٍ منفتحٍ تلقى تعليمه في أمريكا، يجد في زوجته التقليدية، الموجهة للتربية البدنية، الدفءَ والحنانَ بعد فقدان والدته في طفولته، فتتعزز علاقتهما رغم الاختلاف الفكري الجذري بينهما. وفي الوقت ذاته يواجه الأبناء تحديات الزواج والاستقلالية وسط صراع الأجيال بين الانفتاح والتمسُّك بالتقاليد، فتظلُّ روح التضامن الأسري والتفاهم الركيزةَ الأساسية لتجاوز الخلافات والتأقلم مع متغيِّرات الحياة.

## الممثلون
- سعاد عبد الله
- إبراهيم الحربي
- حسين المهدي
- شيماء علي
- شهد الياسين
- شهاب جوهر
- لمياء طارق
- أمل محمد
- انتصار الشراح
- هند البلوشي
- مشاري المجيبل.[1]